# Catedral de San Pedro (Erie)
La Catedral de San Pedro  (en inglés: St. Peter Cathedral) es una iglesia católica ubicada en 230 West 10th Street (en Sassafras Street) en Erie, Pensilvania, Estados Unidos.
Los planes para la construcción de la catedral de San Pedro se iniciaron en el año 1873 por el obispo Tobias Mullen de la Diócesis de Erie. La primera piedra fue colocada en un acto protocolario celebrado en San Pedro en el Día Cadenas (según el calendario romano general en 1954) el 1 de agosto de 1875. Después de años de construcción y una campaña de recaudación de fondos en las que participaron las parroquias de la diócesis, la catedral fue terminada en 1893. el arquitecto fue Patrick Keeley, de Brooklyn, un prolífico diseñador de iglesias cuyas obras incluyen 21 catedrales en el este de Estados Unidos.

## Véase también

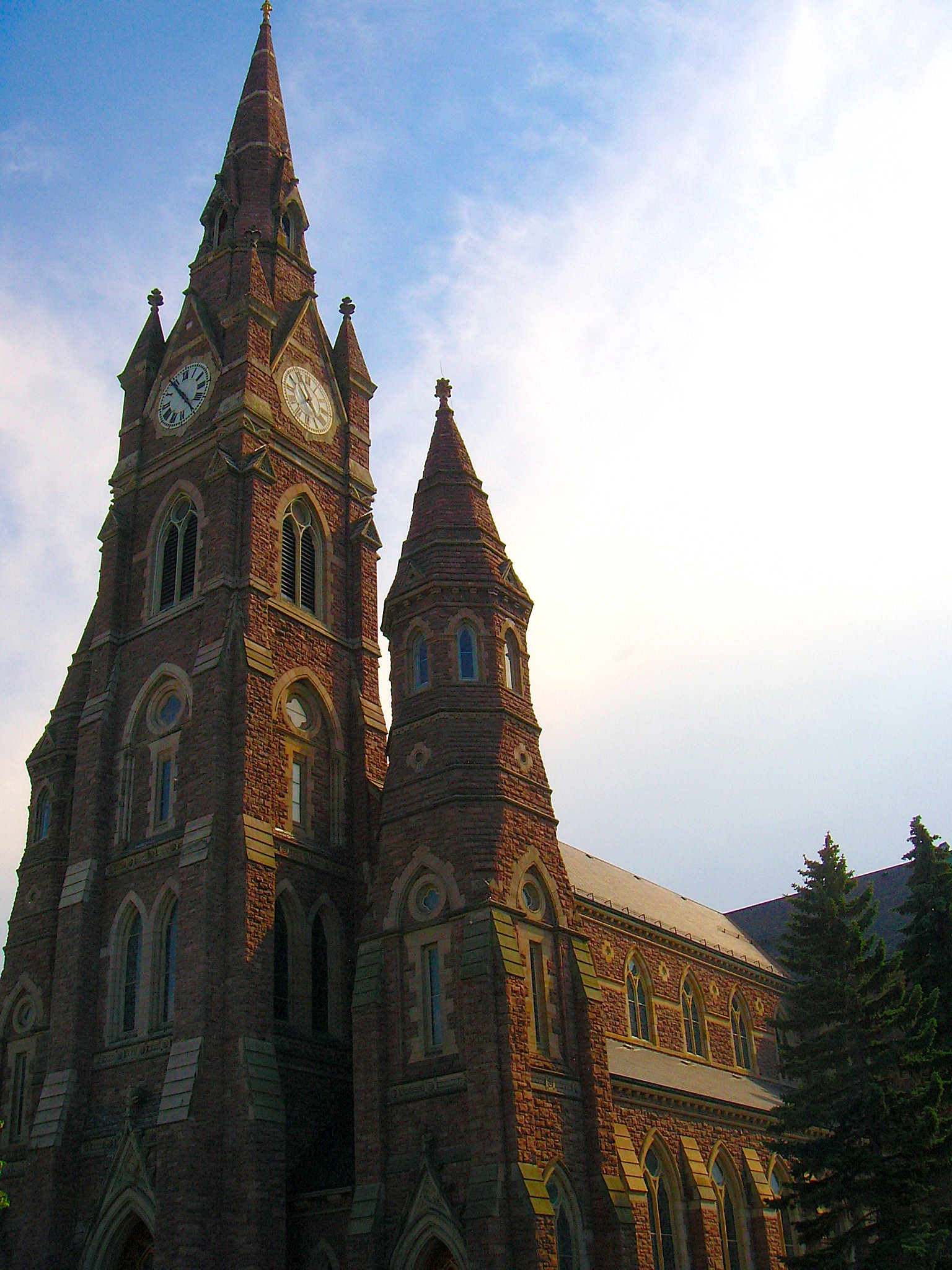
Otra vista del templo